# Blackshear
Blackshear település az Amerikai Egyesült Államok Georgia államában, Pierce megyében, melynek megyeszékhelye is. Lakosainak száma 3506 fő (2020. április 1.).

## Népesség
A település népességének változása:

| 2010 | 3 445 |
| 2020 | 3 506 |